# Bunderla
Bunderla je priimek v Sloveniji, ki ga je po podatkih Statističnega urada Republike Slovenije na dan 1. januarja 2025 uporabljalo 210 oseb in je med vsemi priimki po pogostosti uporabe uvrščen na 2.016. mesto. V Pomurski statistični regiji je na 179. mestu (112 nosilcev). Najbolj pogost je na Goričkem.

## Znani nosilci priimka
- Anja Bunderla (*1985), profesorica likovne umetnosti
- Branko Bunderla, letalec
- David Bunderla (*1987), nogometaš
- Klemen Bunderla (*1984), radijski voditelj, pevec
- Ludvik Bunderla, košarkar
- Marko Bunderla (*1983), pesnik
- Matej Bunderla (*1985), saksofonist